# Ilana Goldschmidt
Ilana Goldschmidt, auch Ilana Goldschmidt-Rüger, (* 18. April 1968) ist eine deutsche Filmeditorin.
Ilana Goldschmidt wurde in den 1990er Jahren als Filmeditorin tätig, dabei die ersten Jahre noch als Schnitt-Assistentin. Als eigenständige Editorin arbeitet sie seit Ende der 1990er Jahre. Zu ihren Werken gehören überwiegend Fernsehfilme wie vier Episoden der Reihe Polizeiruf 110 sowie Folgen der Rosamunde-Pilcher- und Inga-Lindström-Reihen.

## Filmographie
- 1998: Lisa Falk – Eine Frau für alle Fälle: Der Tod des Professors
- 1999: Wilder Kaiser: Hochzeit mit Hindernissen
- 2000: Das Herz des Priesters
- 2000: Polizeiruf 110: Böse Wetter
- 2001: Du oder keine
- 2001: Polizeiruf 110: Kurschatten
- 2001: Wilder Kaiser: Das Duell
- 2001: Wilder Kaiser: Der Verdacht
- 2002: Liebe, Lügen, Leidenschaften
- 2002: Schneemann sucht Schneefrau
- 2003: Er oder keiner
- 2003: Gestern gibt es nicht
- 2003: Polizeiruf 110: Doktorspiele
- 2004: Barbara Wood:  Lockruf der Vergangenheit
- 2005: Das Traumhotel – Überraschung in Mexiko
- 2005: Polizeiruf 110: Die Tote aus der Saale
- 2005: Sterne über Madeira
- 2005: Surviving the Terror
- 2005: Utta Danella: Eine Liebe in Venedig
- 2008: Ein Ferienhaus auf Ibiza
- 2008: Ein Ferienhaus in Schottland
- 2009: Plastic Planet
- 2012: Das Geheimnis der Villa Sabrini
- 2012: Utta Danella – Prager Geheimnis
- 2014: Die Hochzeit meiner Schwester
- 2015: Inga Lindström: Die Kinder meiner Schwester
- 2015: Inga Lindström: Süße Leidenschaft
- 2015: Liebe, Diebe, Diamanten
- 2015: Rosamunde Pilcher: Vollkommen unerwartet
- 2016: Inga Lindström: Liebe lebt weiter
- 2016: Rosamunde Pilcher: Erdbeeren im Frühling
- 2016: The Last Shaman
- 2017: Inga Lindström: Das Haus am See
- 2017: Rosamunde Pilcher: Das Gespenst von Cassley
- 2017: Rosamunde Pilcher: Fast noch verheiratet
- 2017: Rosamunde Pilcher: Wie von einem anderen Stern
- 2018: Rosamunde Pilcher: Das Vermächtnis unseres Vaters
- 2018: Rosamunde Pilcher: Wo Dein Herz wohnt
- 2018: SOKO Hamburg: Tödliche Ernte
- 2018: Toy Gun
- 2019: Der Anfang von etwas
- 2019: Rosamunde Pilcher: Der magische Bus
- 2019: Rosamunde Pilcher: Die Braut meines Bruders
- 2019: Rosamunde Pilcher: Meine Cousine, die Liebe und ich
- 2021: Inga Lindström: Das Haus der 1000  Sterne
- 2021: Rosamunde Pilcher: Wie verhext
- 2021: Inga Lindström: Rosenblüten im Sand
- 2021: Rosamunde Pilcher: Im siebten Himmel
- 2022: Inga Lindström: Der Autor und ich
- 2023: Das Traumschiff: Bahamas
- 2023: Rosamunde Pilcher: Liebe ist die beste Therapie
- 2023: Inga Lindström: Hanna und das gute Leben
- 2023: Rosamunde Pilcher: Wenn ich dich wiederfinde
- 2023: Inga Lindström: Einfach nur Liebe
- 2023: Rosamunde Pilcher: Amys Wunschkind
- 2024: Inga Lindström: Sag einfach ja